# Canton de Bourg-de-Visa
Le canton de Bourg-de-Visa est un ancien canton français du département de Tarn-et-Garonne et de la région Midi-Pyrénées.

## Communes
Le canton de Bourg-de-Visa comprenait les 7 communes suivantes :
| Nom                        | Code Insee | Intercommunalité               | Superficie (km2) | Population (dernière pop. légale) | Densité (hab./km2) |
| -------------------------- | ---------- | ------------------------------ | ---------------- | --------------------------------- | ------------------ |
| Bourg-de-Visa (chef-lieu)  | 82022      | CC du Pays de Serres en Quercy | 14,41            | 389 (2014)                        | 27                 |
| Brassac                    | 82024      | CC du Pays de Serres en Quercy | 20,37            | 261 (2014)                        | 13                 |
| Fauroux                    | 82060      | CC du Pays de Serres en Quercy | 13,12            | 239 (2014)                        | 18                 |
| Lacour                     | 82084      | CC du Pays de Serres en Quercy | 14,33            | 181 (2014)                        | 13                 |
| Miramont-de-Quercy         | 82111      | CC du Pays de Serres en Quercy | 14,90            | 336 (2014)                        | 23                 |
| Saint-Nazaire-de-Valentane | 82168      | CC du Pays de Serres en Quercy | 17,44            | 355 (2014)                        | 20                 |
| Touffailles                | 82182      | CC du Pays de Serres en Quercy | 24,34            | 361 (2014)                        | 15                 |

## Administration

### Conseillers généraux de 1833 à 2015
| Période | Période      | Identité                             | Étiquette                       | Qualité                                                                                 |
| ------- | ------------ | ------------------------------------ | ------------------------------- | --------------------------------------------------------------------------------------- |
| 1833    | 1839         | Jean-Pierre Chabrié (1777-1863)      | Républicain                     | Avoué et propriétaire à Moissac                                                         |
| 1839    | 1848         | Antoine Lalé                         |                                 | Médecin à Fauroux                                                                       |
| 1848    | 1852         | Jean-Pierre Chabrié                  | Républicain                     | Avoué et propriétaire à Moissac                                                         |
| 1852    | 1861         | Antoine Lalé                         |                                 | Médecin à Fauroux puis à Valence                                                        |
| 1861    | 1871         | Pierre Chabrié (fils de J.P.Chabrié) | Républicain                     | Avocat, propriétaire Député (1876-1877, 1881-1885, 1889-1893) Maire de Moissac (?)      |
| 1871    | 1895         | Edmond Dufour                        | Droite                          | Maire de Saint-Nazaire-de-Valentane (1871-1881)                                         |
| 1895    | 1909 (décès) | Antoine Capmas                       | Républicain rallié              | Docteur-médecin Maire de Bourg-de-Visa (1890-1892), conseiller d'arrondissement         |
| 1909    | 1926 (décès) | Jean Delpech                         | Rad.                            | Maire de Bourg-de-Visa (1892-1919)                                                      |
| 1926    | 1940         | Robert Latapie                       | Rad.                            | Avocat Maire de Bourg-de-Visa (1929-1971)                                               |
|         |              |                                      |                                 |                                                                                         |
| 1945    | 1970         | Robert Latapie                       | Rad.                            | Maire de Bourg-de-Visa (1929-1971)                                                      |
| 1970    | 1988 (décès) | André Richard                        | apparenté PCF puis apparenté PS | Ancien instituteur, ancien résistant FFI, puis membre d'associations agricoles, Fauroux |
| 1988    | 2001         | Etienne Millet                       | Centriste indépendant           | Notaire à Saint-Nazaire-de-Valentane                                                    |
| 2001    | 2008         | Roger Lafon                          | SE                              | Éleveur, maire-adjoint de Touffailles                                                   |
| 2008    | 2015         | Alain Lacombe                        | DVG                             | Maire de Miramont-de-Quercy (1983-2014)                                                 |

### Conseillers d'arrondissement (de 1833 à 1940)
Le canton de Bourg-de-Visa appartenait à l'arrondissement de Moissac jusqu'à sa disparition en 1926.
| Période                                  | Période | Identité                    | Étiquette   | Qualité |
| ---------------------------------------- | ------- | --------------------------- | ----------- | --- |
| 1833                                     | 1848    | Christophe Gardère          |             | Juge de paix à Moissac                                                                                       |
|                                          |         |                             |             | |
| 1886                                     | 1895    | Antoine Capmas              | Droite      | Docteur-médecin, maire de Bourg-de-Visa (1890-1892)                                                          |
| 1898                                     |         | M. Bonnal                   | Républicain | |
|                                          |         |                             |             | |
| 1910                                     | 1940    | Albert Bruyères (1863-1942) | Radical     | Cultivateur, maire de Miramont-de-Quercy (1898-1942)                                                         |
| 1940                                     |         |                             |             | Les conseils d'arrondissement ont été suspendus par la loi du 12 octobre 1940 et n'ont jamais été réactivés. |
| Les données manquantes sont à compléter. |         |                             |             | |

## Histoire
Le canton faisait partie de l'ancien arrondissement de Moissac

## Démographie
| 1962  | 1968  | 1975  | 1982  | 1990  | 1999  | 2006  | 2011  | 2012  |
| ----- | ----- | ----- | ----- | ----- | ----- | ----- | ----- | ----- |
| 2 957 | 2 666 | 2 333 | 2 157 | 2 145 | 2 127 | 2 091 | 2 127 | 2 126 |